# Amphonyx duponchel
Amphonyx duponchel (Syn.: Cocytius duponchel) ist ein Schmetterling (Nachtfalter) aus der Familie der Schwärmer (Sphingidae).

## Merkmale
Die Falter erreichen Vorderflügellängen von 58 bis 80 Millimetern. Die Art ähnelt Cocytius antaeus, der jedoch größer ist und auf den Vorderflügeln statt eines dunklen blaugrünen Schimmers nur eine bräunlichgraue Marmorierung aufweist. Auch hat die ähnliche Art eine zahnartig zwischen den Flügeladern in die durchsichtigen Bereiche der Hinterflügel hineinreichende Beschuppung, die Amphonyx duponchel im durchsichtigen Bereich fehlt. Der durchsichtige Bereich liegt vor der Ader M1 und ist kürzer als die schwarze Marginalbinde, die bei der Ader M1 verbreitert ist. Der Bereich endet scharf abgegrenzt an der schwarzen Binde. Der gelbe Fleck an der Basis der Hinterflügel ist durch die schwarze Binde teilweise deutlich geteilt. Die Vorderflügel haben unauffällige schwarze Striche im Diskalbereich zwischen den Adern M3 und CuA2. Der schmutzig-weiße Diskalfleck ist nierenförmig und liegt schräg auf den Vorderflügeln. Die Färbung der Art ist einheitlich, die Weibchen zeigen jedoch mehr Weißanteile in ihrer Färbung.
Die Raupen sind gelbgrün und haben auffällige, schräge, blaugrüne Streifen an den Seiten. Anders als bei Cocytius antaeus sind sie unbehaart. Diese Merkmale ermöglichen eine gute Abgrenzungen zu den Raupen dieser ähnlichen Art. Der hinterste schräge Seitenstreifen ist weiß und nach hinten bläulich abgegrenzt. Etwa in der Mitte des Körpers verlaufen noch ein bis zwei weiße Schrägstreifen. Am Rücken verläuft eine braune Längslinie.

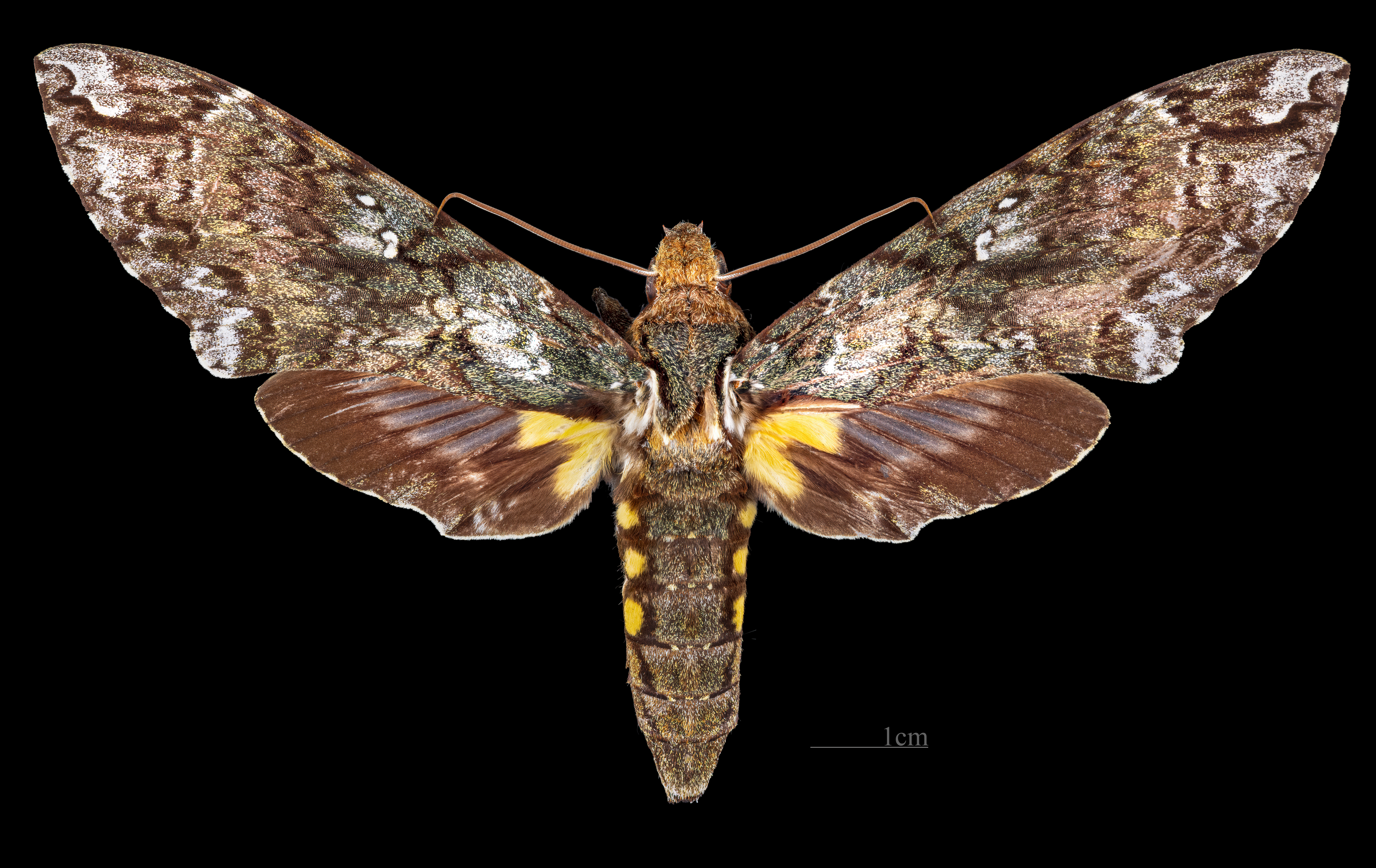
♀
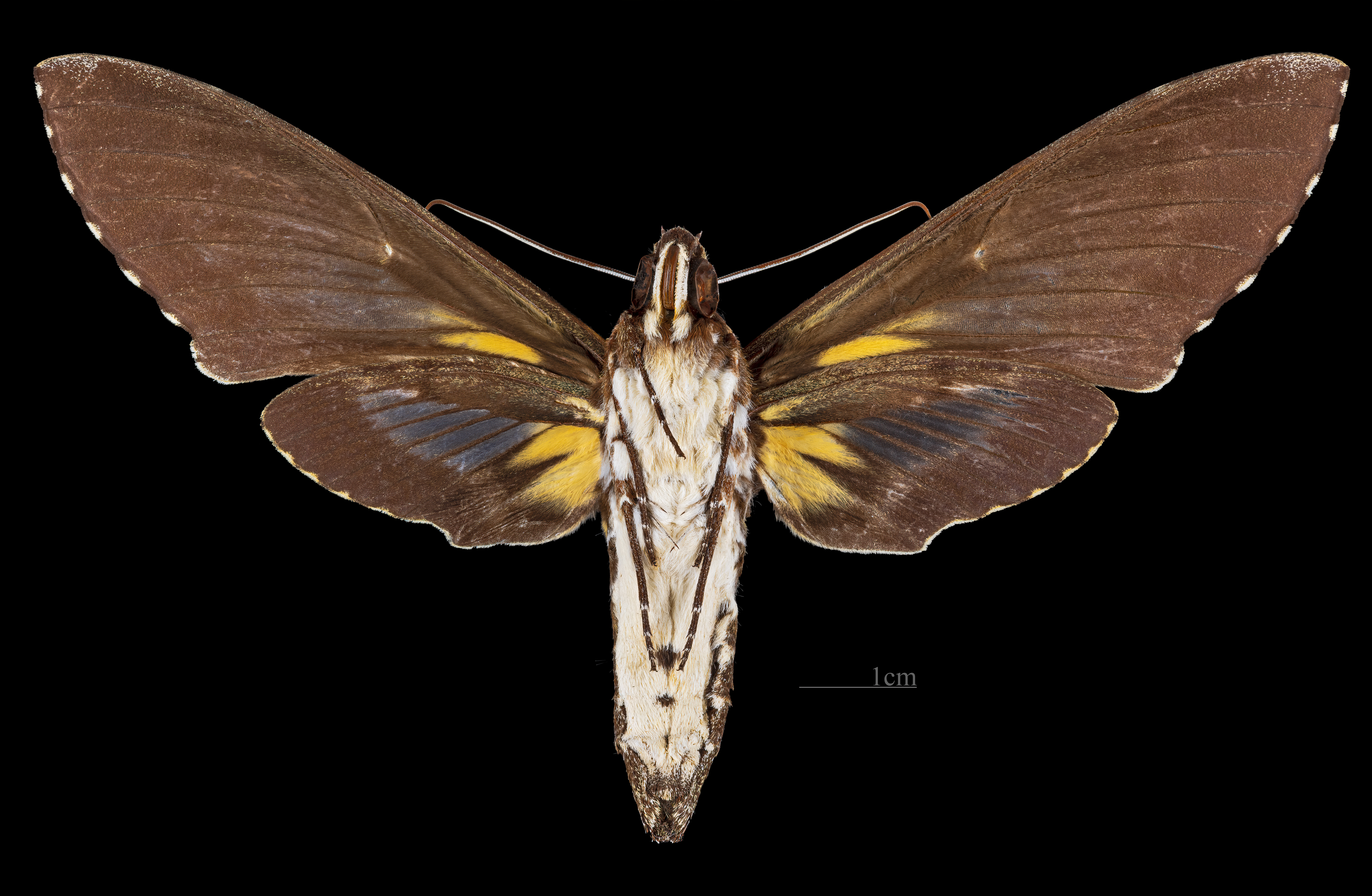
♀ △

## Verbreitung und Lebensraum
Die Art ist neotropisch verbreitet und kommt in weiten Teilen des nördlichen Südamerika, in Mittelamerika und auf den Antillen vor, besonders häufig auf Jamaika. Südlich reicht die Verbreitung bis Tucumán im Norden Argentiniens und Minas Gerais im Süden Brasiliens. In den Vereinigten Staaten tritt die Art nur als gelegentlicher Irrgast auf.

## Lebensweise
Die Falter kann man beim Blütenbesuch beobachten. Sie werden nachts von künstlichen Lichtquellen angezogen. Die Art vermehrt sich das ganze Jahr über.

### Flug- und Raupenzeiten
Imagines sind in Bolivien von März bis April und von Juni bis Dezember nachgewiesen.

### Nahrung der Raupen
Die Raupen ernähren sich von Guatteria diospyroides, Annona purpurea, Annona reticulata, Annona glabra und Xylopia frutescens sowie vermutlich auch von anderen Annonengewächsen (Annonaceae).

## Entwicklung
Die Verpuppung findet im Erdboden statt. Die Puppen kommen vermutlich durch ruckartige Bewegungen an die Erdoberfläche, bevor die Falter schlüpfen. Die Puppenruhe beträgt etwa drei Wochen.

## Belege